# إسفغنون أقطع
إسفغنون أقطع  (الاسم العلمي:Sphagnum truncatum) هو نوع من النباتات يتبع جنس الإسفغنون من الفصيلة الإسفغنونية.